# Wrong
«Wrong» — перший сингл c дванадцятого студійного альбому Sounds of the Universe британської групи Depeche Mode. У ротації на радіо сингл з'явився наприкінці лютого 2009. З 24 лютого сингл доступний для скачування, а випуск на фізичних носіях відбувся 6 квітня.
Дебют нового синглу відбувся 21 лютого 2009 на Echo Awards у Німеччині, як і було попередньо оголошено на офіційному вебсайті Depeche Mode. Сингл зайняв 24-місце у чарті Великої Британії.
Бі-сайдом синглу є композиція «Oh Well» (яка також з'являється в подарунковому виданні альбому «Sounds of the Universe»), написана Дейвом Гааном (слова) і Мартіном Гором (музика).

## Чарти
| Чарт (2009)                               | Найвища позиція |
| ----------------------------------------- | --------------- |
| Австрія (Ö3 Austria Top 75)               | 12              |
| Бельгія (Ultratop Flanders)               | 14              |
| Бельгія (Ultratop Wallonia)               | 3               |
| Канада (Canadian Hot 100)                 | 64              |
| Чехія (IFPI)                              | 66              |
| Данія (Tracklisten)                       | 7               |
| Europe (European Hot 100 Singles)         | 4               |
| Фінляндія (Suomen virallinen lista)       | 6               |
| Франція (SNEP)                            | 10              |
| Німеччина (Media Control AG)              | 2               |
| Угорщина (Rádiós Top 40)                  | 10              |
| Угорщина (Single Top 40)                  | 3               |
| Ірландія (IRMA)                           | 34              |
| Israel (Media Forest)                     | 5               |
| Італія (FIMI)                             | 8               |
| Японія (Japan Hot 100)                    | 89              |
| Нідерланди (Mega Single Top 100)          | 49              |
| Норвегія (VG-lista)                       | 14              |
| Шотландія (Official Charts Company)       | 1               |
| Словаччина (IFPI)                         | 29              |
| Іспанія (PROMUSICAE)                      | 41              |
| Швеція (Sverigetopplistan)                | 5               |
| Швейцарія (Media Control AG)              | 16              |
| Велика Британія (Official Charts Company) | 24              |
| США (Hot Dance Club Songs) (Billboard)    | 1               |
| США (Hot Rock Songs) (Billboard)          | 38              |

| Чарт (2009)                       | Позиція |
| --------------------------------- | ------- |
| Belgium (Ultratop 50 Flanders)    | 82      |
| Belgium (Ultratop 50 Wallonia)    | 36      |
| Europe (European Hot 100 Singles) | 80      |
| Germany (Official German Charts)  | 45      |
| Hungary (Rádiós Top 40)           | 99      |
| Italy (FIMI)                      | 38      |
| US Dance Club Songs (Billboard)   | 31      |

## Сертифікації
| Регіон                                                      | Сертифікація | Продажі |
| ----------------------------------------------------------- | ------------ | ------- |
| Німеччина (BVMI)                                            | Золотий      | 150 000 |
| продажі+прослуховування, що базуються лише на сертифікаціях |              |         |